# Ophionereis tigris
Ophionereis tigris är en ormstjärneart som beskrevs av Hubert Lyman Clark 1938. Ophionereis tigris ingår i släktet Ophionereis och familjen Ophionereididae. Inga underarter finns listade i Catalogue of Life.